# Nebovidy u Brna
Nebovidy (deutsch Nebowid, früher Nepowied) ist eine Gemeinde in Tschechien. Sie liegt sieben Kilometer südwestlich des Stadtzentrums von Brno und gehört zum Okres Brno-venkov.

## Geographie
Nebovidy befindet sich in der Bobravská vrchovina linksseitig über dem Tal der Bobrava in der Quellmulde des Baches Nebovidský potok. Nordöstlich erhebt sich der Rovný (307 m), im Südosten die Kozí hora (355 m) und im Südwesten der Nebovid (369 m). Nebovidy liegt am Rande des Naturparkes Bobrava.
Nachbarorte sind Ostopovice und Starý Lískovec im Norden, Bohunice und Moravany im Nordosten, Modřice im Osten, Želešice im Südosten, Hajany im Süden, Ořechovičky, Ořechov und Prštice im Südwesten, Radostice im Westen sowie Střelice und Troubsko im Nordwesten.

## Geschichte
Die erste Erwähnung von Nebowidi erfolgte in der Chronica Boemorum in einer Schenkungsurkunde von 1104 an das Kloster Třebíč, die sich als ein Falsifikat erwiesen hat. Der Ort wurde als ein Straßendorf angelegt. Das selbständige Gut Nebovid befand sich im geistlichen Besitz, vornehmlich des Brünner Kapitels St. Peter und Paul. Während Dreißigjährigen Krieges wurde das Dorf 1645 von den Schweden gebrandschatzt. Im Zuge der Josephinischen Reformen fiel das Gut 1782 dem Religionsfonds zu. 1821 legte ein Großfeuer Teil des Ortes in Schutt und Asche.
Nach der Aufhebung der Patrimonialherrschaften bildete Nebovid ab 1850 eine Gemeinde in der Bezirkshauptmannschaft Brünn. 1881 fand erstmals der heute Ortsname Nebovidy Verwendung. 1921 wurde die Gemeinde dem Okres Brno-venkov zugeordnet. Zwischen 1948 und 1960 gehörte Nebovidy zum Okres Brno-okolí. Nach dessen Aufhebung kam Nebovidy zum Okres Brno-venkov zurück.

## Gemeindegliederung
Für die Gemeinde Nebovidy sind keine Ortsteile ausgewiesen.

## Sehenswürdigkeiten
- Heilig-Kreuz-Kirche, die seit 1329 nachweisbare Pfarrkirche wurde im 18. Jahrhundert barock umgestaltet. In den Jahren 1908 und 1936 erfolgten Umbauten. Zu Beginn der 1990er Jahre wurden im Schiff gotische Wandmalereien, ein gotisches Portal sowie romanische und gotische Fenster entdeckt. 1996 wurde die Kirche in die Kulturdenkmalliste des Bezirks aufgenommen.
- Naturpark Bobrava, westlich des Ortes
- Naturdenkmal Střelický les, südwestlich des Dorfes im Tal der Bobrava
- Wassermühle Podskalní Mlýn, nordwestlich von Nebovidy am Troubský potok
- Wallfahrtskapelle des hl. Peregrinus Laziosi, südlich über dem Tal der Bobrava, erbaut von Kriegsinvaliden im 18. Jahrhundert